# Tokonou
Tokonou är en ort i Guinea.   Den ligger i prefekturen Kankan Prefecture och regionen Kankan Region, i den centrala delen av landet, 400 km öster om huvudstaden Conakry. Tokonou ligger 562 meter över havet och antalet invånare är 6 729.
Terrängen runt Tokonou är platt åt nordväst, men åt sydost är den kuperad. Tokonou ligger uppe på en höjd. Runt Tokonou är det glesbefolkat, med 19 invånare per kvadratkilometer. Det finns inga andra samhällen i närheten. I omgivningarna runt Tokonou växer huvudsakligen savannskog.